# Retablo de Santa María en Oporto
El Retablo de Santa María en Oporto es un cuadro del pintor renacentista italiano Ercole de' Roberti, ejecutado en 1479-1481 y conservado en la Pinacoteca di Brera, Milán, norte de Italia.
Fue ejecutado para la iglesia de Santa María en Oporto, en las afueras de Rávena . En el siglo XVI se trasladó a la iglesia de San Francisco en la misma ciudad pero, tras la invasión napoleónica de Italia, se trasladó a Milán, quedando en Brera desde 1811.

## Descripción
El cuadro presenta un entorno arquitectónico principalmente vertical, bajo el cual se encuentra un alto podio octogonal con el trono de la Virgen. La base está decorada con azulejos (con la Masacre de los Inocentes, la Adoración de los Magos y la Presentación en el Templo) que simulan bajorrelieves antiguos y se inspiran en el altar de la Basílica de San Antonio de Padua de Donatello.
La base soporta columnas con molduras y decoraciones de guirnaldas, platos y anillos de mármol, mientras que en el fondo hay un mar tormentoso. Esto último es una referencia a la legendaria fundación de Santa María en Oporto, cuando el cruzado Pietro degli Onesti, tras escapar de un naufragio, hizo el voto de titular una iglesia a la Virgen María a cambio de su milagrosa salvación.
El trono está encerrado en un nicho con relieves y se encuentra sobre una alfombra. A los lados hay cortinas rojas. Los cuatro santos son San Agustín, el beato Pietro (abajo), Santa Isabel y Santa Ana (arriba, a los lados de la Virgen).
Toda la composición es un ejemplo de la estructura piramidal introducida por Antonello da Messina en el esquema de la Sagrada Conversación después de 1475.